# Katahariya
Katahariya – gaun wikas samiti w środkowej części Nepalu  w strefie Narajani w dystrykcie Rautahat. Według nepalskiego spisu powszechnego z 2001 roku liczył on 1164 gospodarstw domowych i 7316 mieszkańców (3535 kobiet i 3781 mężczyzn).